# Steirer Cup Frauen
Der Cup des Steirischer Fußballverband der Frauen, kurz StFV-Cup Frauen genannt, ist einer von neun möglichen österreichischen Fußball-Pokalwettbewerben für Frauen auf Verbandsebene. Er wird vom Steirischen Fußballverband ausgerichtet und im K.-o.-System ausgetragen.
Der Cupbwerb trägt den Namen Steirer Cup Frauen und ist ein Qualifikationsbewerb für den ÖFB-Ladies-Cup. Dieser wird derzeit hat den gleichen Sponsor wie bei den Herren und wird WOCHE Cup Frauen genannt. In der Saison 2018/19 konnte der USV Ottendorf den Titel gewinnen.

## Geschichte
| Saison                   | Pokal-Sieger                                      | Finalist                                          | Resultat                                          |
| WOCHE MURAUER Cup Frauen | WOCHE MURAUER Cup Frauen                          | WOCHE MURAUER Cup Frauen                          | WOCHE MURAUER Cup Frauen                          |
| ------------------------ | ------------------------------------------------- | ------------------------------------------------- | ------------------------------------------------- |
| 2012/13                  | SC St. Ruprecht/Raab                              | SC St. Margarethen/Raab                           | 2:0 (2:0)                                         |
| 2013/14                  | DFC Zeltweg                                       | SPG Sturm Graz Frauen/Grambach/Stattegg II        | 3:3 (2:0), 3:3 n. V., 3:1 n. E.                   |
| 2014/15                  | UDFC Hof bei Straden                              | DFC Zeltweg                                       | 5:2 (1:0)                                         |
| WOCHE Cup Frauen         |                                                   |                                                   |                                                   |
| 2015/16                  | Ladies Hengsberg                                  | SPG Mooskirchen/SC Lankowitz                      | 4:2 (1:0)                                         |
| WOCHE Steirer-Cup Frauen |                                                   |                                                   |                                                   |
| 2016/17                  | Wildcats Krottendorf                              | SPG Loipersdorf/Ottendorf                         | 5:1 (2:1)                                         |
| 2017/18                  | Ladies Preding                                    | USV Ottendorf                                     | 3:1 n. V. (1:1, 1:1)                              |
| Steirer-Cup Frauen       |                                                   |                                                   |                                                   |
| 2018/19                  | USV Ottendorf                                     | UDFC Hof bei Straden                              | 6:1 (4:1)                                         |
| 2019/20                  | wegen COVID-19-Pandemie in Österreich abgebrochen | wegen COVID-19-Pandemie in Österreich abgebrochen | wegen COVID-19-Pandemie in Österreich abgebrochen |
| AK Steirer-Cup Frauen    |                                                   |                                                   |                                                   |
| 2020/21                  | wegen COVID-19-Pandemie in Österreich abgebrochen | wegen COVID-19-Pandemie in Österreich abgebrochen | wegen COVID-19-Pandemie in Österreich abgebrochen |
| Steirer-Cup Frauen       |                                                   |                                                   |                                                   |
| 2021/22                  | SK Fürstenfeld                                    | Ladies Preding                                    | 2:1 (2:1)                                         |
| 2022/23                  | Grazer AK                                         | UDFC Hof bei Straden                              | 4:1 (1:1)                                         |
| 2023/24                  | Grazer AK                                         | DFC Hof                                           | 4:0 (2:0)                                         |
| 2023/24                  | FC Oberres Feistritztal                           | SU Hitzendorf                                     | 2:1 (1:1)                                         |

Der STFV entschied sich 2012 als vierter Landesverband den Pokal der Frauen ausspielen zu lassen. Bisher trugen sich SC St. Ruprecht/Raab, DFC Zeltweg, UDFC Hof bei Straden, Wildcats Krottendorf, Ladies Hengsberg, Ladies Preding und USV Ottendorf in die Siegerinnenliste ein.

## Bezeichnung (Sponsor)
Folgende Sponsoren beziehungsweise Namensänderungen hat der steirische Pokalwettbewerb in seiner Namensgebung gehabt:
- WOCHE MURAUER Cup Frauen: 2012/13–2014/15 (Namensgeber: Die Woche, Brauerei Murau)
- WOCHE Steirer-Cup Frauen: 2015/16–2017/18 (Namensgeber: Die Woche)
- Steirer-Cup Frauen: 2019/20,
- AK Steirer-Cup Frauen: 2020/21 (Namensgeber: Arbeiterkammer Steiermark)
- Steirer-Cup: seit 2021/22

## Spielmodus, Teilnehmer und Auslosung
Der StFV Frauen Cup wird im K.-o.-System ausgetragen. Alle Runden werden in einem Spiel entschieden, bis zum Achtelfinale hat der jener Verein Heimrecht, der in der untersten Liga spielt. Sollten beide Vereine in einer Liga spielen, hat der erstgenannte Verein bei der Auslosung Heimrecht Ab dem Achtelfinale wird das Heimrecht gelost. Beim Finale gilt der Sieger des erstgezogenen Halbfinalspieles als Heimmannschaft, der Sieger des zweitgezogenen Halbfinalspiels als Auswärtsmannschaft. Steht es nach 90 Minuten Unentschieden wird der Sieger wird eine Verlängerung von 2 mal 15 Minuten gespielt. Sollte noch immer kein Sieger feststehen, so wird dieser im Elfmeterschießen ermittelt.
- 1. Runde: Vorrunde (Vereine aus Landesliga, Oberliga Nord & Süd)
- 3. Runde: Achtelfinale: 16 Teilnehmer
- 4. Runde: Viertelfinale: 8 Teilnehmer
- 5. Runde: Halbfinale: 4 Teilnehmer
- 6. Runde: Finale: 2 Teilnehmer

## Die Titelträger
2 Pokalsieg
Grazer AK (2023, 2024)
1 Pokalsieg
| FC Oberres Feistritztal (2025) SK Fürstenfeld (2022) USV Ottendorf (2019) Ladies Preding (2018) Wildcats Krottendorf (2017) | Ladies Hengsberg (2016) UDFC Hof bei Straden (2015) DFC Zeltweg (2014) SC St. Ruprecht/Raab (2013) |